# Tristan și Isolda (operă)
Tristan și Isolda (titlul original: în germană Tristan und Isolde) este o operă în trei acte de Richard Wagner.
Muzica și libretul: Richard Wagner.
Premiera operei a avut loc la Nationaltheater München în ziua de 10 iunie 1865, sub conducerea dirijorului Hans von Bülow.
Durata operei: cca. 3 ore și 50 min.
Locul de desfășurare a acțiunii: pe mare, în Cornualia Anglia și Franța (în evul mediu).

## Personaje
- Tristan (tenor)
- Regele Marke (bas)
- Isolda – prințesă irlandeză (soprană)
- Kurwenal (bariton)
- Melot (tenor)
- Brangena (soprană)
- un matelot tânăr (tenor)
- un păstor (tenor)
- un cârmaci (bariton)
- mateloți, cavaleri, ostași

## Rezumat

### Actul I
Pe coverta unei corăbii

### Actul II
Grădina de lângă castelul Isoldei

### Actul III
Curtea castelului lui Tristan, în Bretania